# Diana Chubeserjan
Diana Chubeserjan (orm. Դիանա Խուբեսերյան; ur. 5 maja 1994 w Erywaniu) – ormiańska lekkoatletka specjalizująca się w biegach sprinterskich.
Uczestniczka igrzysk olimpijskich w Rio de Janeiro, w których odpadła w eliminacjach biegu na 200 metrów. Dwukrotnie startowała w mistrzostwach Europy (2014, 2016). Reprezentowała Armenię w dużynowych mistrzostwach Europy, podczas letnich igrzysk olimpijskich młodzieży oraz letniego olimpijskiego festiwalu młodzieży Europy. Startowała w mistrzostwach świata juniorów młodszych, mistrzostwach Europy juniorów oraz młodzieżowych mistrzostwach Europy.

## Rezultaty
| Rok  | Impreza                                    | Miejsce          | Konkurencja        | Pozycja     | Wynik   |
| ---- | ------------------------------------------ | ---------------- | ------------------ | ----------- | ------- |
| 2010 | Letnie igrzyska olimpijskie młodzieży      | Singapur         | bieg na 100 m      | 19. miejsce | 12,95   |
| 2011 | III liga drużynowych mistrzostw Europy     | Reykjavík        | bieg na 100 m      | 8. miejsce  | 12,56   |
| 2011 | III liga drużynowych mistrzostw Europy     | Reykjavík        | sztafeta 4 × 100 m | 5. miejsce  | 47,96   |
| 2011 | Mistrzostwa świata juniorów młodszych      | Lille            | bieg na 100 m      | eliminacje  | 12,64   |
| 2011 | Letni olimpijski festiwal młodzieży Europy | Trabzon          | bieg na 100 m      | eliminacje  | 12,60   |
| 2011 | Letni olimpijski festiwal młodzieży Europy | Trabzon          | bieg na 200 m      | półfinał    | 25,29   |
| 2013 | Halowe mistrzostwa krajów bałkańskich      | Stambuł          | bieg na 60 m       | 5. miejsce  | 7,83    |
| 2013 | III liga drużynowych mistrzostw Europy     | Bańska Bystrzyca | bieg na 100 m      | 6. miejsce  | 12,22   |
| 2013 | III liga drużynowych mistrzostw Europy     | Bańska Bystrzyca | bieg na 200 m      | 4. miejsce  | 24,73   |
| 2013 | Mistrzostwa Europy juniorów                | Rieti            | bieg na 100 m      | eliminacje  | 11,89   |
| 2013 | Mistrzostwa Europy juniorów                | Rieti            | bieg na 200 m      | eliminacje  | 24,61   |
| 2014 | III liga drużynowych mistrzostw Europy     | Tbilisi          | bieg na 100 m      | 5. miejsce  | 12,09   |
| 2014 | III liga drużynowych mistrzostw Europy     | Tbilisi          | bieg na 200 m      | 5. miejsce  | 24,89   |
| 2014 | Mistrzostwa Europy                         | Zurych           | bieg na 200 m      | eliminacje  | 25,74   |
| 2015 | Młodzieżowe mistrzostwa Europy             | Tallinn          | bieg na 100 m      | eliminacje  | 12,51   |
| 2016 | Halowe mistrzostwa krajów bałkańskich      | Stambuł          | bieg na 60 m       | 10. miejsce | 7,82    |
| 2016 | Halowe mistrzostwa krajów bałkańskich      | Stambuł          | sztafeta 4 × 400 m | 4. miejsce  | 3:49,18 |
| 2016 | Mistrzostwa krajów bałkańskich             | Pitești          | bieg na 100 m      | 10. miejsce | 12,20   |
| 2016 | Mistrzostwa Europy                         | Amsterdam        | bieg na 200 m      | eliminacje  | 25,56   |
| 2016 | Igrzyska olimpijskie                       | Rio de Janeiro   | bieg na 200 m      | eliminacje  | 25,16   |

## Rekordy życiowe
- bieg na 60 metrów (hala) – 7,82 (27 lutego 2016, Stambuł)
- bieg na 100 metrów (stadion) – 11,59 (24 maja 2016, Ałmaty)
- bieg na 200 metrów (stadion) – 23,18 (25 maja 2016, Ałmaty)